# Ol'ga Kuragina
Ol'ga Vital'evna Kuragina, coniugata Nemogaeva (in russo Ольга Витальевна Курагина?; traslitterazione anglosassone Olga Vitalyevna Kuragina; Kirov, 21 aprile 1959), è un'ex multiplista sovietica.

## Biografia
Specialista della disciplina del pentathlon, prese parte all'edizione dei Giochi olimpici di Mosca 1980 in cui conquistò la medaglia di bronzo con 4 875 punti, il terzo risultato più alto mai realizzato nella specialità. Questo punteggio superò il suo precedente primato di 4 856 punti ottenuto solo un mese prima durante i campionati nazionali e che le aveva valso, oltre al titolo sovietico, il primato mondiale.

## Palmarès
| Anno | Manifestazione  | Sede  | Evento     | Risultato | Prestazione | Note                          |
| ---- | --------------- | ----- | ---------- | --------- | ----------- | ----------------------------- |
| 1980 | Giochi olimpici | Mosca | Pentathlon | Bronzo    | 4 875 p.    | Miglior prestazione personale |

## Campionati nazionali
- 1 volta campionessa sovietica del pentathlon (1980)